# Наторі

38°10′18″ пн. ш. 140°53′31″ сх. д. / 38.17167° пн. ш. 140.89194° сх. д.
Нато́рі (яп. 名取市, なとりし, МФА: [natoɾʲi ɕi̥]) — місто в Японії, в префектурі Міяґі.

## Короткі відомості
Розташоване в центрально-південній частині префектури. Центр міста — район Масуда, колишнє постояле містечко на шляху провінції Муцу. В районі Уемацу є старовинний курган Райдзіндзан. Місто граничить із Сендаєм на півдні. Воно відіграє роль спального району адміністративного центру префектури. Станом на 1 жовтня 2008 площа міста становила 100,06 км². Станом на 1 січня 2009 населення міста становило 70 422 осіб.

## Міста-побратими
- Камінояма, Японія (1978)
- Guararapes, Бразилія (1979)
- Сінґу, Японія (2008)